# 大内満弘
大内 満弘（おおうち みつひろ）は、南北朝時代から室町時代の武将。周防の守護大名である大内氏の一門。大内弘世の子で義弘の弟、盛見の兄。豊前守護代。

## 生涯
室町幕府3代将軍足利義満より偏諱の授与を受け満弘と名乗る。他の兄弟で義満の偏諱を受けた人間はおらず、（2代将軍・足利義詮の偏諱を受けた）兄・義弘に次ぐ地位にあったと推測される（子の満世（みつよ）も偏諱の授与を受けていることから、こちらも同様の待遇を受けていたものと考えられる）。兄の義弘を補佐して、その勢力拡大を支えた一門衆を代表する武将であり、兄の代理として弟の盛見を従えて戦地に赴くことも多かった。信仰心も篤く、宇佐神宮の信仰の山である御許山（現大分県杵築市）に鐘を奉納する等の活動も見える。
父の弘世が長門を支配下に置き、九州と接するようになると、建徳2年/応安4年（1371年）頃から大内氏は九州の騒乱に巻き込まれるようになった。そんな中、兄の義弘と不和を生じ、天授6年/康暦2年（1380年）には安芸国内で兄の義弘と合戦に及んだが、後に帰順する（「康暦内戦」）。内戦の最中に父・弘世が没し、その直後に和議が成立していることから、弘世が義弘を排して満弘を後継にしようとしたために起きた内乱とする説もある。
内乱終結後、義弘は兄弟ら一族を守護となった分国の国主（一門守護）に任じていたが、満弘は石見国の一門守護に任じられた。その後、元中2年/至徳2年（1385年）に石見国を没収されるが、遅くても応永5年（1398年）には豊前国の一門守護となっている。石見時代には義弘の家臣が多くの国務を行っていたのに対し、豊前時代には義弘の施行状を受けて満弘が遵行状を発給して守護代に命じて相論解決を図らせるなどの守護としての業務を行っており、前者は形式的な地位であったが、後者は実質的な守護としての権限を有し、義弘から北九州方面の総大将に任じられていた可能性もある。
応永3年（1397年）、九州探題渋川満頼の指示もあって北九州に出陣。南朝方の少弐貞頼や菊池武朝と戦うが、同年12月に敗北、討死した。満弘の死という犠牲にもかかわらず将軍義満は大内氏への恩賞や加増を行わず、この際の不信感が義弘による応永の乱に繋がることになる。

## 参考資料
- 利重忠『名族大内氏の盛衰』新人物往来社、1993年。